# ريجنالد بودن
ريجنالد بودن (13 سبتمبر 1884 في المملكة المتحدة - 11 فبراير 1966 في المملكة المتحدة) (بالإنجليزية: Reginald Boden)‏ هو لاعب كريكت بريطاني وبريطاني (وحمل سابقاً جنسية المملكة المتحدة لبريطانيا العظمى وأيرلندا). لعب مع نادي مقاطعة لانكشر للكريكت ‏.

## وصلات خارجية
- ريجنالد بودن على موقع إي آس بي آن كريك إنفو (الإنجليزية)